# Wolf-Dieter Haardt
Wolf-Dieter Haardt (* 1945 in Bad Harzburg) ist ein deutscher evangelischer Pastor i. R. der Evangelisch-lutherischen Landeskirche Hannovers.
Gemeinsam mit seiner Ehefrau hat er zwei Töchter.

## Leben und Arbeit
In Bad Harzburg im Harz aufgewachsen entwickelte Haardt mit 12 Jahren, initiiert durch den Aufenthalt bei einer christlichen Jugendfreizeit in England, den Wunsch Pastor werden zu wollen. Nach dem Abitur am Werner-von-Siemens-Gymnasium 1964 studierte er in Bethel, Heidelberg und Göttingen Evangelische Theologie.
1973 trat Haardt seine erste eigne Pfarrstelle in Moringen an. 1989 erfolgte der Wechsel zu den Kirchengemeinden Elvershausen und Berka. Nach Zusammenschluss der Gemeinden mit der Nachbargemeinde Hammenstedt zur Kirchengemeinde „Michaelis“ ging Haardt im Jahr 2010 in den Ruhestand.
Während seiner Wirkenszeit übernahm er unter anderem zusätzlich die Aufgaben des Kirchenkreisjugendpastors, war Notfallseelsorger und stellvertretender Superintendent im ehemaligen Kirchenkreis Northeim.

## Engagement
Während seiner Zeit in Moringen engagierte sich Haardt stark für die Aufarbeitung der örtlichen KZ-Geschichte. „Er war eine treibende Kraft bei der Aufarbeitung der KZ-Thematik, dem starken Widerstand entgegenschlug. Ihm ist es zu verdanken, dass die im Moringer Jugend-KZ umgekommenen Kinder, die in Nacht- und Nebelaktionen vom Nazi-Regime überall auf dem Friedhof vergraben wurden, umgebettet wurden und so eine würdige letzte Ruhestätte gefunden haben.“ Er war maßgeblich an der Einrichtung der Gedenkstätte KZ Moringen beteiligt. 1994 wurde der Trägerverein der Gedenkstätte mit einem mit 5.000 DM dotierten Preis der Paul-Dierichs-Stiftung als Anerkennung für seine Arbeit ausgezeichnet.